# Rubén Pellejero Martínez
Rubén Pellejero Martínez   (Badalona, 20 de desembre de 1952) és un dibuixant de còmics català.
El 2010 fou guardonat amb el Gran Premi del Saló del Còmic de Barcelona en reconeixement de la seva llarga trajectòria professional.

## Biografia
Rubén Pellejero va començar a desenvolupar la seva carrera artística com a il·lustrador als anys 70, però no va debutar com a dibuixant de còmics fins al 1981, any en què va publicar en la revista Cimoc la seva sèrie Histories d'una Barcelona. Poc després va iniciar una fèrtil col·laboració amb el guionista argentí Jorge Zentner, fruit de la qual serien les historietes Les memòries de Monsieur Griffaton (Cimoc, 1982), Històries en FM (Cimoc, 1983) i, sobretot, la creació per a la revista Cairo del personatge Dieter Lumpen (1985), protagonista de vuit històries breus i tres de llarga durada, que després serien editades en àlbums per Norma Editorial.
Als anys 1988 i 1989, juntament amb Zentner, va realitzar alguns treballs pel mercat francès, com la historieta La gran invention du professeur Calen, sobre la Revolució francesa.
Una de les seves millors obres amb Zentner va ser l'àlbum de 1994 El silencio de Malka, que va obtenir diversos premis, com el guardó al millor àlbum estranger publicat a França del Festival del Còmic d'Angulema. A la segona meitat dels anys 90 va realitzar noves i reeixides col·laboracions amb Jorge Zentner.
En els últims anys, Pellejero ha treballat directament per al mercat francès, juntament amb el guionista Denis Lapière, publicant dos àlbums amb un gran èxit tant de crítica com de públic: Una mica de fum blau (2000) i El vals del gulag (2004). Els dos van ser amb posterioritat publicats a Espanya. Darrerament ha mantingut aquesta línia de treball per mercat francès amb àlbums que després s'han publicat en castellà per Astiberri, com En carne viva (2010, amb Frank Giroud i Florent Germaine), Un verano insolente (2011, amb Denis Lapière) i Lobo de lluvia (2014 amb Jean Dufaux).
El seu darrer treball serà probablement el de major repercussió, ja que ha acceptat continuar les aventures de Corto Maltés, el mític personatge de còmic creat per Hugo Pratt, el 2015 apareixia Sota el sol de mitjanit, en col·laboració amb Juan Díaz Canales i publicat aquí per Norma Editorial tant en català com en castellà (Bajo el sol de medianoche).

## Obres

### AmbJorge Zentner
- Aventures de Dieter Lumpen:

1. Les aventures de Dieter Lumpen, Norma Editorial,
2. Enemics comuns, Norma Editorial,
3. Un punyal a Istanbul, Norma Editorial, 1989
4. Carib, Norma Editorial,
5. 'El preu de Caront (inèdit a Espanya en format àlbum; publicat el 1998 en format comic-book per Planeta DeAgostini)
- El silenci de Malka, Edicions Glénat, 1995
- Tabú, Edicions Glénat,
- Âromm 1: Destino nòmada, Edicions Glénat,
- Âromm 2: Cor d'estepa, Edicions Glénat

2. Dieter Lumpen, Edición Integral. Astiberri, 2014. ISBN 978-84-15685-49-4.

### AmbDenis Lapière
- Una mica de fum blau, Edicions Glénat, 2002.
- El vals del gulag, Edicions Glénat, 2005.
- Un verano insolente, Astiberri, 2011.
- Barcelona, ànima negra, Dupuis / Norma, 2024.

### Amb altres autors
- En carne viva, amb Frank Giroud i Florent Germaine, Astiberri, 2010. ISBN 978-84-92769-41-4.
- Lobo de lluvia, amb Jean Dufaux, Astiberri, 2014. ISBN 978-84-15685-57-9.
- The long and winding road, amb Christopher, 2016.

### Corto Maltés
- Sota el sol de mitjanit, amb Juan Díaz Canales, Norma Editorial, 2015. ISBN 9788467920550.
- Equatoria, amb Juan Díaz Canales, Norma Editorial, 2017. ISBN 978-84-679-2882-2.
- El dia de Tarowean, amb Juan Díaz Canales, Norma Editorial, 2019. ISBN 978-84-679-3821-0
- Nocturn Berlinés, amb Juan Díaz Canales, Norma Editorial, 2022. ISBN 978-84-679-5775-4

## Premis i distincions
- 1985 - Nominat al Premi Haxtur a la "Millor Història Curta" per Juegos de Hazar. Dieter Lumper al Saló Internacional del Còmic del Principat d'Astúries
- 1986 - Premi Haxtur a la "Millor Història Curta" per Los percados de Cupido. Dieter Lumper al Saló Internacional del Còmic del Principat d'Astúries
- 1996 - Nominat Premi Haxtur a la "Millor Història Llarga" per El silencio de Malka al Saló Internacional del Còmic del Principat d'Astúries
- 1996 - Nominat Premi Haxtur al "Millor Historia Dibuix" per El silencio de Malka al Saló Internacional del Còmic del Principat d'Astúries
- 1996 - Nominat al premi a la millor obra del Saló Internacional del Còmic de Barcelona de 1996.
- 2000 - Nominat Premi Haxtur al "Millor Historia Dibuix" per El silencio de Malka al Saló Internacional del Còmic del Principat d'Astúries
- 2010 - Gran Premi del Saló del Còmic de Barcelona del Saló Internacional del Còmic de Barcelona